# C.O.R.E. (videojuego)
C.O.R.E. es un videojuego de disparos en primera persona que fue lanzado en Europa el 27 de marzo de 2009 y en América el 11 de agosto, 2009.

## Trama
La historia comienza en el año 2028, cuando ocurre un impacto masivo de meteoritos en California, en el desierto de Mojave. Durante las siguientes dos décadas, un centro de investigación subterránea es construido para examinar los orígenes extraterrestres y los efectos extraños que el meteoro está teniendo sobre el medio natural y las personas que entran en contacto con el. El juego tiene lugar veinte años después de la llegada del meteorito en la tierra, 2048, cuando todas las comunicaciones se pierden con la  instalación del núcleo. La Unidad de Tecnologías Especiales, una unidad de élite de los marines estadounidenses, es enviada a investigar y restablecer el contacto. El jugador toma el control del marino Jason Crane. Crane lucha en su camino, a través de varios niveles, cuando la mayoría de sus compañeros soldados son asesinados o mutados, incluyendo a su capitán. En los principales laboratorios, Crane descubre la radiación ARG, que es capaz de acelerar reacciones químicas o ralentizarlas hasta "casi inexistentes". Una vez que Crane llega al centro de mando, encuentra y mata al coronel R. Nightley. Nightley entonces pone en marcha un protocolo de autodestrucción y destruye las instalaciones. Crane es capaz de escapar por los túneles de servicio y se dirige a un sistema de cuevas. Al final de las cuevas, se encuentra con el meteoro que se estrelló veinte años antes. Sus armas son absorbidos por el meteoro y Crane es teletransportado dentro de el. El meteoro resulta ser una nave extraterrestre. Varios de los ocupantes salen de estasis y restaurar la energía a la nave. Crane sin embargo logra destruir el núcleo de la nave y escapar. Después de completar el juego, en un epílogo muestra que Crane está observando como la nave alienígena se eleva de la tierra. A continuación, muestra que hay miles de otros buques emergentes en todo el mundo. El juego termina con una nota que, "y así comienza la guerra", lo que implica una posible secuela.

## Multijugador
El modo de juego multijugador permite a los jugadores jugar en equipos con colores naranja, verde, azul o rojo. Los modos de juego son arena en equipo, combate a muerte en equipo, capturar la bandera, y todos contra todos.

## Armas
El juego incluye 8 diferentes armas: una pistola, escopeta, fusil de asalto, fusil de plasma, fusil de rayo, fusil de choque, lanzacohetes y un arma no especificada. El juego incluye saltos, movimiento/visión total de 360 grados y modos de disparo alternos para algunas de las armas.

## Recepción
El juego recibió críticas generalmente negativas desde su lanzamiento, y tiene una puntuación de Metacritic de 44/100 basado en 16 opiniones. Tom Mc Shea, escribiendo para GameSpot, dio al juego un diseño de niveles pobres 3.5 / 10 citando, control y combate.